# ㄻ
（標準語／文化語名稱： lieulmieum）是一個諺文字母，由ㄹ和ㅁ組成。並不出現於音節首（初聲），而只用於音節尾（終聲）。
當下個字以一般輔音為初聲時，該字的發音與相同，但若下個字以元音為首（初聲不發音）時，則該字終聲改唸，下字初聲則改為。

## 使用
當在動詞或形容詞詞幹後加上後綴使其名詞化時，ㄻ就有可能出現。
可和下面的示例比較：

## 字符編碼
| 種類                | 種類         | 用途 | Unicode | HTML     |
| ------------------- | ------------ | ---- | ------- | -------- |
| 諺文相容字母        | 諺文相容字母 | ㄻ   | U+313B  | &#12603; |
| 諺文字母 應用       | 初聲         |      | U+A968  | &#43368; |
| 諺文字母 應用       | 終聲         |      | U+11B1  | &#4529;  |
| 漢陽私人 使用區應用 | 初聲         |      | U+F79F  | &#63391; |
| 漢陽私人 使用區應用 | 終聲         |      | U+F895  | &#63637; |
| 半形字母            | 半形字母     | ﾫ    | U+FFAB  | &#65451; |